# Bullia
Bullia is een geslacht van weekdieren uit de klasse van de Gastropoda (slakken).

## Soorten
- Bullia aikeni Kilburn, 1978
- Bullia ancillaeformis E. A. Smith, 1906
- Bullia annulata (Lamarck, 1816)
- Bullia bantamensis Oostingh, 1933 †
- Bullia callosa (W. Wood, 1828)
- Bullia cataphracta Kilburn, 1978
- Bullia ceroplasta Melvill, 1898
- Bullia chitanii Yokoyama, 1926 †
- Bullia cumingiana Dunker, 1857
- Bullia digitalis (Dillwyn, 1817)
- Bullia diluta (Krauss, 1848)
- Bullia gruveli (Dautzenberg, 1910)
- Bullia indusindica Melvill, 1898
- Bullia jucunda Turton, 1932
- Bullia kurrachensis Angas, 1877
- Bullia laevissima (Gmelin, 1791)
- Bullia litoralis Oostingh, 1933 †
- Bullia livida Reeve, 1846
- Bullia mauritiana Gray, 1839
- Bullia melanoides (Deshayes, 1832)
- Bullia mirepicta Bozzetti, 2007
- Bullia mozambicensis E. A. Smith, 1878
- Bullia natalensis (Krauss, 1848)
- Bullia nitida G.B. Sowerby III, 1895
- Bullia nuttalli Kilburn, 1978
- Bullia osculata (Sowerby III, 1900)
- Bullia othaeitensis (Bruguière, 1789)
- Bullia perlucida Bozzetti, 2014
- Bullia persica E. A. Smith, 1878
- Bullia provecta Beets, 1942 †
- Bullia pura Melvill, 1885
- Bullia rhodostoma Reeve, 1847
- Bullia rogersi Smythe & Chatfield, 1981
- Bullia semiplicata Gray, 1833
- Bullia sendersi Kilburn, 1978
- Bullia similis Sowerby III, 1897
- Bullia smytheae Moolenbeek & Dekker, 1994
- Bullia sundaica Oostingh, 1939 †
- Bullia tamsiana Dunker, 1853
- Bullia tenuis Reeve, 1846
- Bullia terebraeformis (Dautzenberg, 1912)
- Bullia townsendi Melvill, 1912
- Bullia tranquebarica (Röding, 1798)
- Bullia trifasciata E. A. Smith, 1904
- Bullia truncata Reeve, 1846
- Bullia turrita Gray, 1839
- Bullia vittata (Linnaeus, 1767)